# Prosper Bobin
Pour les articles homonymes, voir Bobin.
Prosper Étienne Bobin est un architecte français né le 11 janvier 1844 à Montigny-en-Gohelle (Pas-de-Calais) et mort à Paris 6e le 10 décembre 1923.
Chevalier de la légion d'honneur ; il était fils d'Hypolite Bobin et de Dorothée Augustine Caudrelier. Sa femme, Marie Euphémie Melin lui a donné deux filles Suzanne (Mme Lacasse) et Yvonne (Mme Georges Mathieu).
Il est élève de Jacques Hittorff.

## Réalisations
- 1877 : La maison de retraite Ferrari à Clamart
- 1890-1892 : Gare du Sud à Nice
- 1892 : la buanderie Ferrari à Clamart
- 1892-1900 : Église Sainte-Anne de la Butte-aux-Cailles à Paris
- 1900 : Bâtiment de pathologie bovine de L'École nationale vétérinaire d'Alfort
- 1907 : Église Saint Loup de Saint-Honoré-les-Bains, reconstruction du clocher, transept, et du  chœur.
- 1910 : Immeuble du 10 rue Pierre-et-Marie-Curie à Paris, en collaboration avec M. Sandoz.